# Tetropium abietis
Tetropium abietis es una especie de escarabajo longicornio del género Tetropium, categorizada en la tribu Tetropiini,  de la subfamilia Lamiinae. Fue descrita por Fall en 1912.
Mide 13-18 mm de longitud y se distribuye por América del Norte: Canadá y Estados Unidos.